# إيالة خداوندكار
إيالة خداوندكار (بالتركية العثمانية: إيالت خداوندگار) كانت إيالة عثمانية، تضم أجزاءً من تركيا اليوم.

## التقسيم الإداري
تقسم إيالة خداوندكار إلى 8 سناجق:
1. سنجق خداوندگار (بورصة).[4]
2. سنجق أفيون قره حصار.
3. سنجق كوتاهية.
4. سنجق بيله جك.
5. سنجق بيجا (تشانكلي).
6. سنجق غاراسي (بالِق أسير).
7. سنجق آيواليك.
8. سنجق اردك.